# Emil Filla
Emil Filla (Chropyně, 4 de abril de 1882—Praga, 7 de outubro de 1953) foi um pintor, escultor, artista gráfico e escritor de arte tcheca. A sua obra esteve a cavalo entre o expressionismo e o cubismo.
Juntamente com Bohumil Kubišta fundou o grupo artístico Osma em 1907. Entre 1907 e 1914 viajou pela França, pela Alemanha e pela Itália. A obra de Filla é uma profunda reflexão sobre a guerra –ficou fortemente marcado pela sua experiência no campo de concentração de Buchenwald–, com uma grande influência da pintura holandesa do século XVII. Nas suas últimas obras voltou a certo naturalismo.